# Madame Marguerite
Madame Marguerite, título original Marguerite, es una película de comedia y drama publicado en 2015 y dirigido por Xavier Giannoli. Está basada en la vida de Florence Foster Jenkins, aunque trasladaron la historia a la década de 1920 en Francia. La protagonista es Catherine Frot e interpreta a una aristócrata y aspirante a cantante de ópera que está convencida de tener una gran voz, a pesar de no ser cierto. La película recibió un total de once nominaciones en la 41.ª edición de los Premios César, ganando en las categorías de Mejor Actriz, Mejor Vestuario, Mejor Sonido y Mejor Diseño de Producción.

## Trama
Marguerite Dumont es una mujer adinerada a la que le gusta cantar ópera, dando pequeños conciertos en su casa frente a sus amigos. Sin embargo, no es consciente de que no sabe afinar y que en realidad canta mal, a pesar de los aplausos y los halagos que le ofrece su círculo más cercano, incluido su marido. La verdadera historia comienza cuando decide dar el salto a un gran escenario, con un público de verdad.

## Reparto
- Catherine Frot : Marguerite Dumont
- André Marcon : Georges Dumont
- Michel Fau : Atos Pezzini
- Christa Theret : Hazel
- Denis Mpunga : Madelbos
- Sylvain Dieuaide : Lucien Beaumont
- Aubert Fenoy : Kyrill Von Priest

## Producción
La película fue rodada en Praga entre mediados de septiembre y principios de diciembre de 2014.

## Reconocimientos
| Año  | Categoría                       | Resultado |
| ---- | ------------------------------- | --------- |
| 2016 | León de Oro a la mejor película | Nominada  |
| 2016 | Premio Nazareno Taddei          | Ganador   |
| 2016 | Premio Greeen Drop              | Nominada  |
| 2016 | Premio Queer Lion               | Nominada  |

| Año  | Categoría                      | Resultado |
| ---- | ------------------------------ | --------- |
| 2015 | Mejor película lengua francesa | Ganadora  |

| Año  | Categoría              | Persona nominada               | Resultado |
| ---- | ---------------------- | ------------------------------ | --------- |
| 2016 | Mejor película         | Mejor película                 | Nominada  |
| 2016 | Mejor dirección        | Xavier Giannoli                | Nominado  |
| 2016 | Mejor actriz           | Catherine Frot                 | Ganadora  |
| 2016 | Mejor actor secundario | Michel Fau                     | Nominado  |
| 2016 | Mejor actor secundario | André Marcon                   | Nominado  |
| 2016 | Mejor guion original   | Xavier Giannoli                | Nominado  |
| 2016 | Mejor sonido           | Gabriel Hafner y François Musy | Ganadores |
| 2016 | Mejor fotografía       | Glynn Speeckaert               | Nominado  |
| 2016 | Mejor montaje          | Cyril Nakache                  | Nominado  |
| 2016 | Mejor decorado         | Martin Kurel                   | Ganador   |
| 2016 | Mejor vestuario        | Pierre-Jean Larroque           | Ganador   |

| Año  | Categoría       | Persona nominada | Resultado |
| ---- | --------------- | ---------------- | --------- |
| 2016 | Mejor película  | Mejor película   | Nominada  |
| 2016 | Mejor dirección | Xavier Giannoli  | Nominado  |
| 2016 | Mejor actriz    | Catherine Frot   | Ganadora  |
| 2016 | Mejor guion     | Xavier Giannoli  | Nominado  |

| Año  | Categoría                                 | Resultado |
| ---- | ----------------------------------------- | --------- |
| 2016 | Mejor película extranjera en coproducción | Nominada  |

| Año  | Categoría    | Persona nominada | Resultado |
| ---- | ------------ | ---------------- | --------- |
| 2016 | Mejor actriz | Catherine Frot   | Nominada  |